# تونغ شين
تونغ شين هي لاعبة رماية صينية، ولدت في 1982.